# 高貴寺
高貴寺（こうきじ）は、大阪府南河内郡河南町にある高野山真言宗の寺院。山号は神下山。本尊は五大明王。境内は大阪府指定記念物（史跡）となっている。

## 歴史
当寺は、文武天皇の勅願により役行者によって創建されたとされている。河内高貴寺縁起によると、役行者が草創した二十八箇所の修験霊場のひとつで古くは底筒男命が降臨した地として神下山香花寺と称したという。
弘仁年間（810年 - 824年）に空海が来住したが、その際に高貴徳王菩薩の示現を見たため、高貴寺と改称したという。この後、金堂、講堂、東西両塔、経蔵、鐘楼堂、大門などが建立され、五大明王を刻して本尊としている。
鎌倉時代末期には後醍醐天皇より鎌倉幕府調伏の祈祷を命じられるなどしたが、元弘元年（1331年）に当寺の檀越であった平岩氏が平石城を拠点に幕府軍と合戦をした際に当寺は巻き込まれてしまい、堂宇はことごとく焼失した。翌元弘2年（1332年）に金堂が再建され、寺門六坊も復興したが次第に衰微していった。
江戸時代の安永5年（1776年）に慈雲尊者飲光が入寺すると、郡山藩主柳沢保光の帰依・支援を受けて堂舎は整備され、当寺を真言律と梵学の修行道場とし、戒壇を設けて正法律の本山とした。天明6年（1786年）に江戸幕府の認可を得ると、当寺は正法律高貴寺一派の総本山を称した。また、慈雲の学は儒教・仏教を極め、晩年には葛城神道を創唱している。
明治時代になると神仏分離によって当寺の西にある鎮守社・磐船神社とは分離されたが、当寺の堂舎は難を逃れた。1873年（明治6年）以後は金剛峯寺の末寺となっている。
慈雲筆の「梵学津梁」一千巻を所蔵する。
明治時代の女流歌人・石上露子の没後50年を記念し、命日に当たる2009年（平成21年）10月8日に歌碑除幕式が行われた。
当寺の西には聖徳太子ゆかりの「岸の桜井」がある。

## 境内
- 金堂 - 扁額「高貴寺」は伝・空海の筆によるもの。
- 開山堂 - 室町時代の建立。慈雲を祀る。
- 講堂 - 扁額は郡山藩主・柳沢保光の筆によるもの。
- 十三重石塔（重要美術品） - 永仁5年（1297年）造立。
- 石造宝篋印塔（重要美術品） - 鎌倉時代後期造立。
- 本坊
  - 庫裏
  - 学寮
  - 本坊表門
- 鎮守社
- 石上露子の墓
- 奥の院御影堂
- 七重石塔
- 五重石塔
- 慈雲の墓
- 開明門院御髪奉安塔 - 桜町天皇の典侍で桃園天皇の実母。
- 石造宝塔
- 山門 - 鐘楼門ではあるのだが、通常の山門の中に梵鐘が吊られている。

## 文化財

### 重要文化財
- 木造弁才天坐像 - 像内に良金､円信房､兵衛尉正氏等の銘がある
- 金銅五鈷鈴

### 重要美術品
- 石造十三重塔 -  ｢永仁5年丁酉5月3日比丘道□｣の刻銘がある。
- 石造宝篋印塔

### 大阪府指定史跡
- 高貴寺境内

## 前後の札所
河内西国霊場
特別客番 葛井寺　-　特別客番 高貴寺
河内飛鳥古寺霊場
13 弘川寺　-　14 高貴寺　-　15 叡福寺
河内飛鳥七福神（弁財天）

## 所在地
- 大阪府南河内郡河南町平石539

## アクセス
- 近鉄長野線 富田林駅下車、金剛バス「平石行」終点より徒歩約1km